# Championnat du Brésil de football de deuxième division 2017
Navigation
Série B 2016 Série B 2018
La saison 2017 de Série B est la trente-septième édition de la deuxième division de football du Brésil, qui constitue le deuxième échelon national du football brésilien et oppose vingt clubs professionnels, à savoir les douze clubs ayant terminé entre la 5e et la 16e place lors de la Série B 2016, ainsi que quatre clubs relégués de Série A 2016 et quatre clubs promus de Série C.
Le championnat comprend 38 journées, les clubs s'affrontant deux fois en matches aller-retour.
En fin de saison, l'América Mineiro remporte son deuxième titre de champion de deuxième division.

## Compétition

### Classement
| Rang | Équipe             | Pts | J  | G  | N  | P  | Bp | Bc | Diff |
| ---- | ------------------ | --- | -- | -- | -- | -- | -- | -- | ---- |
| 1    | América MineiroR   | 73  | 38 | 20 | 13 | 5  | 46 | 25 | +21  |
| 2    | SC Internacional R | 71  | 38 | 20 | 11 | 7  | 54 | 26 | +28  |
| 3    | Ceará              | 67  | 38 | 19 | 10 | 9  | 46 | 32 | +14  |
| 4    | Paraná             | 41  | 38 | 18 | 10 | 10 | 49 | 28 | +21  |
| 5    | Londrina           | 62  | 38 | 18 | 8  | 12 | 56 | 46 | +10  |
| 6    | Oeste              | 59  | 38 | 14 | 17 | 7  | 43 | 31 | +12  |
| 7    | Vila Nova          | 58  | 38 | 15 | 13 | 10 | 38 | 30 | +8   |
| 8    | GEB                | 51  | 38 | 15 | 6  | 17 | 43 | 50 | -7   |
| 9    | Juventude P        | 51  | 38 | 13 | 12 | 13 | 35 | 38 | -3   |
| 10   | Boa P              | 50  | 38 | 12 | 14 | 12 | 40 | 42 | -2   |
| 11   | Paysandu           | 48  | 38 | 13 | 9  | 16 | 41 | 41 | 0    |
| 12   | Figueirense R      | 48  | 38 | 12 | 12 | 14 | 44 | 49 | -5   |
| 13   | Criciúma           | 48  | 38 | 12 | 12 | 14 | 41 | 46 | -5   |
| 14   | Goiás              | 45  | 38 | 12 | 9  | 17 | 35 | 46 | -11  |
| 15   | CRB                | 58  | 38 | 12 | 9  | 17 | 35 | 50 | -15  |
| 16   | Guarani P          | 44  | 38 | 11 | 11 | 16 | 36 | 46 | -10  |
| 17   | Luverdense         | 44  | 38 | 10 | 14 | 14 | 38 | 40 | -2   |
| 18   | Santa Cruz R       | 37  | 38 | 8  | 13 | 17 | 43 | 54 | -11  |
| 19   | ABC P              | 34  | 38 | 9  | 7  | 22 | 28 | 49 | -21  |
| 20   | Náutico            | 32  | 38 | 8  | 8  | 22 | 29 | 51 | -22  |

| Légende : Qualifications et relégations | Légende : Qualifications et relégations                     |
| --------------------------------------- | ----------------------------------------------------------- |
|                                         | 1er, 2e, 3e et 4e du championnat : Promotion en Série A     |
|                                         | 17e, 18e, 19e et 20e du championnat : Relégation en Série C |
|                                         | R : Relégué de Série A P : Promu de Série C                 |

## Bilan de la saison
| Championnat du Brésil de football de deuxième division 2017 |                          |
| Champion                                                    | América Mineiro          |
| Dauphin                                                     | SC Internacional         |
| Promotions et relégations                                   |                          |
| Promus en Serie A                                           | América Mineiro          |
| Promus en Serie A                                           | Sport Club Internacional |
| Promus en Serie A                                           | Ceará Sporting Club      |
| Promus en Serie A                                           | Paraná Clube             |
| Relégués en Serie C                                         | Luverdense Esporte Clube |
| Relégués en Serie C                                         | Santa Cruz Recife        |
| Relégués en Serie C                                         | ABC Futebol Clube        |
| Relégués en Serie C                                         | Clube Náutico Capibaribe |